# 梁俊軒 (專輯)
《梁俊軒》是梁俊軒的首張大碟，在2010年8月6日推出。
專輯的第一主打歌《根據》早於2009年在亞洲電視派台，但第二主打歌《愛怎麼秤》卻在無綫電視派台，而本專輯其中三首曲目由他親自創作。

## 曲目
| 曲序 | 曲名                 | 曲     | 詞     | 編曲   | 附註       |
| 01   | 根據                 | 梁俊軒 | 王彬   | 梁俊軒 | 第一主打歌 |
| 02   | 愛怎麼秤             | 梁俊軒 | 王彬   | 梁俊軒 | 第二主打歌 |
| 03   | 沙風暴               | 西敏   | 方芳芳 | 梁俊軒 | 第三主打歌 |
| 04   | 咫尺之間（唐寧合唱） | 梁俊軒 | 王彬   | 梁俊軒 |            |
| 05   | 生命交響曲           | 羅堅   | 梁皓妍 | 羅堅   |            |
| 06   | 守護天使             | 羅堅   | 梁皓妍 | 羅堅   |            |